# Caractères
Caractères (letteralmente: "caratteri") è un carattere tipografico senza grazie utilizzato nei segnali stradali francesi.